# 9K31 Strela-1
9K31 Strela-1 (rusă 9К31 «Стрела-1»; română săgeată) este un sistem de rachete sol-aer ghidate cu infraroșu, cu rază scurtă de acțiune. Dezvoltat inițial de Uniunea Sovietică sub denumirea GRAU 9K31, este cunoscut în mod obișnuit prin numele său de cod NATO, SA-9 „Gaskin”. Sistemul constă dintr-un vehicul amfibiu BRDM-2, care montează două perechi de rachete 9M31 gata de foc.